# Anarchias allardicei
 Anarchias allardicei és una espècie de peix de la família dels murènids i de l'ordre dels anguil·liformes.

## Morfologia
Els mascles poden assolir els 17 cm de longitud total.

## Distribució geogràfica
Es troba des de les Illes Chagos fins a les Hawaii, les Illes de la Societat i el sud de la Gran Barrera de Corall.